# Akce Kámen
Akce Kámen (občas chybně uváděná jako Akce Kameny) byla provokační metoda, kterou využívala StB v letech 1948 až 1952 proti těm československým občanům, kteří se po únoru 1948 snažili odejít bez vědomí komunistických úřadů do zahraničí. Konkrétně šlo o ty, kteří použili nejběžnější cestu, tedy pěšky přes státní hranici do americké okupační zóny v Německu.

## Stručný popis
Akce Kámen byla provokační metoda StB cílená na ty československé občany, kteří se po vítězném Únoru 1948 pokusili ilegálně přejít pěšky státní hranici s Německem a dostat se do americké okupační zóny. Za tímto účelem byla (ještě na území Československa) zřízena falešná státní hranice. Po jejím „překročení“ zastavila uprchlíky falešná hlídka německé pohraniční stráže. Následně byli takto zadržení emigranti dovedeni do falešné úřadovny polního důstojníka americké vojenské kontrarozvědky. Úřadovna byla realisticky zařízena tak, aby ve zde zpravodajsky vyslýchaných uprchlících vzbuzovala reálnou iluzi kanceláře americké vojenské kontrarozvědky. Cílem fiktivního výslechu bylo vylákat z emigranta výpovědi o jeho činnosti proti režimu, o jeho spolupracovnících žijících dosud na území Československa a přimět jej případně k tomu, aby dobrovolně odevzdal i (měl-li nějaké) vlastněné zbraně. Po skončení fiktivního výslechu byli uprchlíci odváděni do sběrného tábora. Během této cesty došlo k jejich „zabloudění“ na území Československa a jejich zatčení. Nebo během cesty do tábora byli na „německém území“ přepadení hlídkou SNB, zatčeni a „uneseni“ zpět do Československa. Informace lstí získané od uprchlíka ve fiktivní úřadovně americké vojenské kontrarozvědky byly následně použity při procesu směřujícím k jeho odsouzení k vysokému trestu odnětí svobody. StB dále využila i informace, které emigrant uvedl o svých spolupracovnících žijících dosud na území Československa. Příslušníci StB i jejich tajní spolupracovníci se při akci Kámen mnohdy obohacovali tím, že okrádali zatčené a mnohé z nich potom i zavraždili.

## Podrobný popis

### Způsob provedení
Akce Kámen začala podstrčením tajných spolupracovníků, konkrétně příslušníků StB v roli převaděčů přes hranici, zájemcům o emigraci z Československa. Tyto osoby byly dovezeny do pohraničí přímo z Prahy ve vozidlech StB nebo byly v oblasti vyzvednuty na dohodnutém místě a posléze dovedeny na „státní hranici“, která byla ale jen zinscenovaná, v bezpečné vzdálenosti od skutečné hranice. Přitom StB využívala noční tmu a neznalost terénu převáděných osob.
Pro účely akce Kámen byla využívána například lokalita v okolí Všerub u Domažlic. Zde u zinscenované „hranice“ došlo buď k předstírání dopadení celé skupiny pohraniční hlídkou, při kterém se podařilo převaděčům náhodou „uniknout“ do zahraničí, nebo akce pokračovala složitým divadlem. Uprchlíci po „překročení“ fiktivní státní hranice byli zastaveni falešnou hlídkou německé pohraniční policie a dovedeni do falešné úřadovny polního důstojníka americké vojenské kontrarozvědky.
Zde byli v naaranžovaném prostředí údajné americké kanceláře podrobeni zpravodajskému výslechu, při kterém vypovídali o své činnosti proti režimu, o spolupracovnících při této činnosti žijících dosud v ČSR a předali případné zbraně. Po výslechu na úřadovně uprchlíci odcházeli do tábora, přitom však „zabloudili“ na území ČSR, nebo byli na „německém území“ přepadení hlídkou SNB, byli zatčeni a „uneseni“ do ČSR.
Poté byli „uprchlíci“ vyšetřováni StB s využitím informací, které o sobě sami dobrovolně vypověděli na fingované úřadovně a odsuzováni k vysokým trestům odnětí svobody. Informace získané při akci pak StB dále využívala i proti lidem dosud žijícím v Československu. Příslušníci StB i jejich tajní spolupracovníci se při akcích Kámen obohacovali okrádáním zatčených, někdy na vlastní pěst organizovali i soukromé úniky tohoto druhu, přičemž docházelo i k vraždám uprchlíků.

### Autoři akce Kámen
Podle dosavadních poznatků byly do akce Kámen zapojeny úřadovny StB především v Praze, Karlových Varech, Aši, Chebu, Mariánských Lázních, Plzni, Klatovech a Brně. V roce 2013 byl policii obviněn jako strůjce 92letý Evžen Abrahamovič (krycí jméno Dr. Breza), který ale rok na to zemřel, dřív než byl souzen. Zároveň byl obviněn i jeho komplic Emil Orovan, po kterém pátrá Interpol.
V roli amerického důstojníka často vystupoval agent IV. Sektoru skupiny BAa Velitelství StB Amon Tomašoff.
Počet provedených akcí Kámen jde pravděpodobně do stovek, ale dosud se podařilo doložit a zdokumentovat příběhy jen čtyř desítek obětí. Dosud nebyly objeveny informace StB obecnější povahy nebo souhrnné vyhodnocení.

## Kulturní odkazy
- Film Border (1987) je britská filmová rekonstrukce akce Kámen z Československa padesátých let, hlavní roli hraje česká emigrantka Edita Brychtová.[8]
- Hranice, český krátkometrážní film režiséra Martina Koppa z roku 2006
- Swingtime, český TV film režiséra Jaromíra Polišenského z roku 2007
- Akce Kameny, 4. epizoda dokumentárního seriálu Tajné akce StB, Česká televize, 2009[4]
- JANDEČKOVÁ Václava a KOCIÁN Michal (ilustrace). Akce Kámen. 1. vydání, Praha, nakladatelství Argo, 2022, 120 stran; EAN 9788025739464; ISBN 978-80-257-3946-4; komiks[9]
- Píseň Kameny od skupiny Traktor
- Muzikál Kalte Freiheit (2023)
- U severní zdi, román Petry Klabouchové, nakladatelství Host, 2023. 343 s. ISBN 978-80-275-1540-0